# Alberto Korda

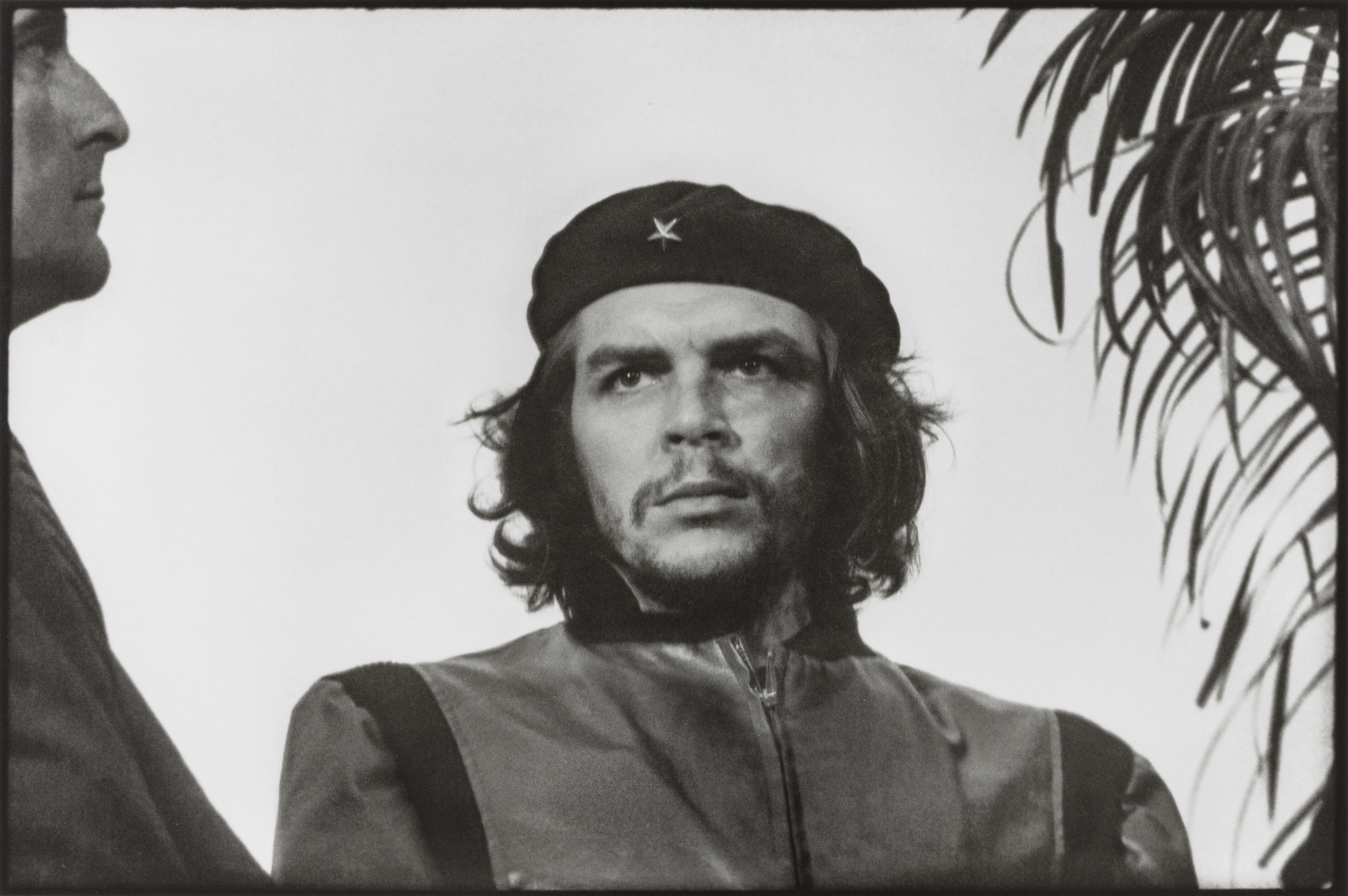
Das Original im 35-mm-Format.
90-mm-Objektiv, Leica M2, Kodak Plus-X., Bildnummer 40.

Alberto Díaz Gutiérrez, bekannt geworden als Korda (* 14. September 1928 in Havanna; † 26. Mai 2001 in Paris), war ein kubanischer Fotograf.

## Biografie
Alberto Díaz Gutiérrez begann seine Karriere 1956 als Werbe- und Modefotograf in Havanna mit einem eigenen, schon zu Zeiten von Präsident Batista bekannten Atelier. Dort gründete er mit seinem aus Manzanillo stammenden Freund Luis Antonio Peirce Byers (1912–1985) das Unternehmen Korda Studios. Der Firmenname wurde kurzerhand von den
bekannten ungarisch-britischen Filmregisseuren Alexander und Zoltan Korda entlehnt und fand schließlich auch für die Künstlernamen für beide Fotografen Verwendung: Luis wurde zu
Korda dem Älteren (Luis Korda) und Alberto zu Korda (Alberto Korda) dem Jüngeren.
Von 1959 bis 1968 war Alberto Díaz Fotograf der kubanischen Revolutions-Elite, etwa von Fidel Castro, Ernesto „Che“ Guevara und Camilo Cienfuegos, mit denen er auch befreundet war.

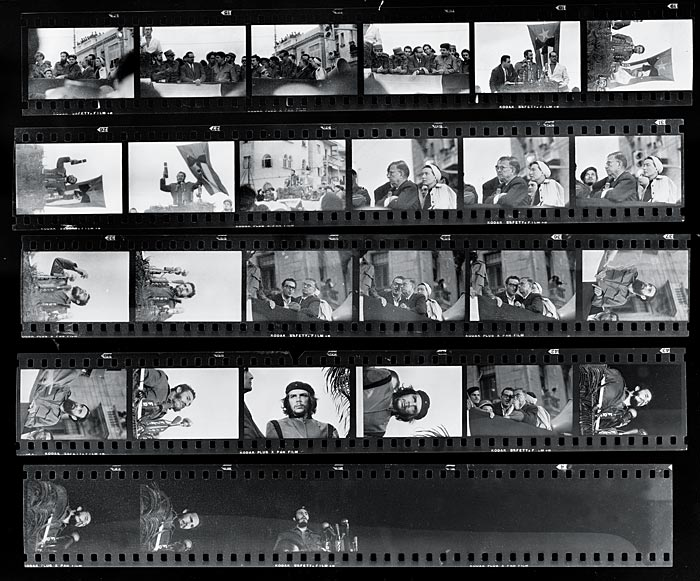
Alberto Kordas Kontaktabzüge vom 5. März 1960

Nachdem am 4. März 1960 der mit Waffen und Munition beladene belgische Frachter „La Coubre“ im Hafen Havannas explodierte, fand am Tag darauf unter der Anteilnahme von 150.000 Menschen, darunter Simone de Beauvoir und Jean-Paul Sartre, auf dem Friedhof Cristóbal Colón die Trauerfeier für die dabei getöteten Anhänger der Revolution statt. Während Castros Trauerrede schuf Díaz eine der bekanntesten Medienikonen des zwanzigsten Jahrhunderts: Das Porträt des Guerrillero Heroico (des heldenhaften Widerstandskämpfers) Che Guevara, der dabei nur kurze Zeit anwesend war.
Da keine Zeitung das Bild wollte, schenkte der Fotograf es dem italienischen Verleger Giangiacomo Feltrinelli. Veröffentlicht wurde es nach der Ermordung Guevaras, 1967, und es wurde bald zu einem Symbol der 68er-Bewegung, vielfach adaptiertes Kunstwerk und später Ikone der Populärkultur sowie noch Motiv der Werbeindustrie. Besonders bekannt ist ein von Gerard Malanga im Stil von Andy Warhols Marilyn geschaffenes Bild, das er als „Original Warhol“ verkaufte – Warhol erkannte es hinterher als sein Werk an. 
Alberto Díaz selbst erhielt für die jahrzehntelange Vermarktung seines berühmten Fotos kein Geld. Erst als im Jahr 2000 der Wodka-Hersteller Smirnoff damit warb, klagte er und erhielt 50.000 USD Schadensersatz, die er für kubanische Kinder spendete.

## Film
- Héctor Cruz Sandoval: Kordavision. Dokumentation, Englisch, Spanisch. Studio Starz, Anchor Bay, 2008 (Aufnahmen von Interviews mit Dias, viele Informationen über die Lebensbedingungen auf Kuba am Beispiel von Diaz’ Erfahrungen und vieles zur Entstehung des berühmten Fotos.)

## Auszeichnungen
- 1959 „Palma de Plata“
- „Maurizio Sana“ im Zuge des „International Award of Submarine Photography“ in Italien
- 1994 Kulturminister von Kuba